# Медичи, Франческо (1594—1614)
Франче́ско Ме́дичи (итал. Francesco de' Medici), или Франче́ско, сын Фердина́ндо Ме́дичи (итал. Francesco di Ferdinando de' Medici; 14 мая 1594, Флоренция, Великое герцогство Тосканское — 17 мая 1614, Пиза, Великое герцогство Тосканское), — принц из дома Медичи, сын Фердинандо I, великого герцога Тосканского. Носил титулы князя Капестрано, барона Карапелле, владельца Кастель-дель-Монте, Офены и Бусси.
Служению на дипломатическом поприще предпочёл карьеру военного. Скоропостижно скончался, не успев жениться. Не оставил наследников, но оставил о себе память доброго и скромного человека.

## Биография

### Семья
Франческо родился во Флоренции 14 мая 1594 года. Он был четвёртым ребёнком и вторым сыном Фердинандо I, великого герцога Тосканы, и Кристины Лотарингской, принцессы из Лотарингского дома. По линии отца приходился внуком Козимо I, великому герцогу Тосканы, и Элеоноре Альварес де Толедо, аристократке из дома Альварес де Толедо, состоявшей в родстве с королями Испании. По линии матери был внуком Карла III, герцога Лотарингии, и Клавдии Французской, принцессы из дома Валуа. Прабабкой Карло по материнской линии была французская королева Екатерина Медичи.

### Карьера и преждевременная смерть
В 1611—1613 годах приобрёл титулы князя Капистрано и барона Карапелле с территориями Санто-Стефано-ди-Сассаньо, Кастель-дель-Монте, Рокка-Калашо, Кастельвеккьо-Кальвизио и Карапелле-Кальвизио, а также владельца Кастель-дель-Монте, Офены и Бусси. Все эти титулы он носил до самой смерти.
С раннего детства Франческо готовили к дипломатической карьере, но он предпочёл поприще военного. В пятнадцатилетнем возрасте вступил в армию. В 1613 году командовал войсками, отправленными из тосканского великого герцогства в помощь Фердинандо I, герцогу Мантуи и Монферрато, против Карла Эммануила I, герцога Савойи. Однако ему не пришлось участвовать в боевых действиях, так как между противоборствующими сторонами был подписан мир, прежде чем он успел прибыть в Мантуанское герцогство.
Совершив паломничество в Лорето к Святой хижине, умер в Пизе вскоре после возвращения, 17 мая 1614 года, от острого кишечного заболевания. Существует предположение, что это был тиф. Его похоронили в семейной усыпальнице — капелле Медичи в базилике Святого Лаврентия. На надгробии, согласно пожеланию покойного, вырезали надпись «князь Капестрано». В память о нём несколькими авторами был написан ряд эпитафий, в которых прославляются его девственность, храбрость и великодушие.
Во время эксгумации останков принца в 2004 году был обнаружен скелет высокого молодого человека, одетый в белое мужское платье с белой накидкой, которые от времени приобрели желтоватый оттенок, у запястий и колен платье завершало кружево, на ногах — шёлковые чулки и кожаные туфли, на черепе — фетровая шляпа. Исследование останков показало, что во время жизни принц страдал заболеваниями костной системы, такими как артрит и остеохондроз.

## В культуре
Сохранились детские портреты Франческо кисти Тиберио Тити 1597 года в галерее Уффици и Кристофано Аллори 1598 года в галерее Палатина во дворце Питти; на последнем он изображён вместе со старшей сестрой Екатериной. Взрослый портрет принца кисти неизвестного художника флорентийской школы живописи в собрании галереи Уфицци написан незадолго до его смерти в 1614 году. Изображение Франческо сохранилось и на бронзовом медальоне работы Гийома Дюпре 1613 года.